# Бучацький інститут менеджменту і аудиту
Приватний вищий навчальний заклад «Бучацький інститут менеджменту і аудиту» (БІМА) — колишній приватний вищий заклад освіти ІІІ-го рівня акредитації в Бучачі, заснований у 1992 році.
Дата та номер запису про державну реєстрацію припинення юридичної особи, підстава для його внесення:Дата запису: 11.12.2017;
Номер запису: 16411110013000059;
Стан суб'єкта: припинено.

## Відомості
БІМА здійснював підготовку фахівців за напрямами освітньо-кваліфікаційного рівня бакалавра:
- 6.030509 «Облік і аудит» (ліцензований обсяг прийому по 60 осіб на денну та заочну ф. н.),
- 6.030601 «Менеджмент» (ліцензований обсяг прийому по 50 осіб на денну та заочну ф. н.)
- спеціальностями освітньо -кваліфікаційного рівня спеціаліста:
- 7.03050901 «Облік і аудит» (ліцензований обсяг прийому по 60 осіб на денну та заочну ф. н.),
- 7.03060101 «Менеджмент організацій і адміністрування» спеціалізації — «Менеджмент підприємницької діяльності», «Інформаційні системи в менеджменті» (ліцензований обсяг прийому по 50 осіб на денну та заочну ф. н.).

Діяльність вишу забезпечували п'ять кафедр, дві випускаючі кафедри, інтернет-клуб, бібліотека з оргтехнікою, читальний зал із комп'ютерним каталогом, навчально&-науковий виробничий комплекс (ННВК), у склад якого входили: студентський виробничий підрозділ, науково-навчальна лабораторія, навчально-методичний кабінет менеджера, чотири лабораторії комп'ютерних технологій.
В розпорядженні студентів був гуртожиток та їдальня.
При інституті функціонував культурно-виховний комплекс, до складу якого входив: літературно-музичний клуб «Ліра», театральна студія, гурти «Золоте намисто», «Серпанок», вокальний ансамбль «Калина», клуб КВК «Ровесник», ансамбль сучасного бального танцю, проблемні групи. Є актовий зал на 360 місць.
Інститут підтримував тісні зв'язки з навчальними закладами США, Канади, Шотландії, Вищою школою підприємництва і адміністрування (Люблін, Польща), Пекінським університетом (КНР), організацією «Inter Nationes» (Німеччина), Київським національним економічним університетом, Київським національним університетом ім. Т. Г. Шевченка, Інститутом аграрної економіки УААН, Львівським національним аграрним університетом, Тернопільським національним економічним університетом, Тернопільським національним педагогічним університетом.
В інституті була розроблена та впроваджена у навчальний процес система безперервної комплексної підготовки фахівців «Піраміда», яка допомагала студентам краще засвоювати комплекс знань, умінь і навичок, які відповідають сучасним вимогам ринку. Однією з важливих підсистем була кредитно-модульна система, при розробці якої враховано засади Європейської кредитно-трансферної та акумулюючої системи.

## Люди
- Володимир Бобко — викладач, депутат Тернопільської облради.[2]